# 2MASS J13141551-0008480
2MASS J13141551-0008480 ist ein Brauner Zwerg im Sternbild Jungfrau. Er wurde 2002 von Thomas R. Geballe et al. entdeckt.
Er gehört der Spektralklasse L3,5 an; seine Oberflächentemperatur beträgt 1300 bis 2000 Kelvin.